# Левентон, Виктор Львович
Виктор Львович Левентон (1866, Кишинёв, Бессарабская область — 1942, Ленинград) — российский фармацевт, сооснователь и редактор журнала «Химик и фармацевт».

## Биография
Родился в семье старшего врача Кишинёвской еврейской больницы Льва Абрамовича Левентона (1830—1881), уроженца Леово, выпускника медицинского факультета Императорского Харьковского университета (1876); мать — Элеонора (Лиза) Марковна (Маркусовна) Левентон (в девичестве Гурович, 1846 — 17 ноября 1919), дочь почётного гражданина. Получил фармацевтическое образование и работал провизором Яренской городской земской больницы (1901), затем в Ялте. Впоследствии до конца жизни жил в Санкт-Петербурге, работал заведующим аптекой Детской больницы Принца Петра Ольденбургского (с 1919 года — К. А. Раухфуса) и кафедр детской хирургии Советского института для усовершенствования врачей и Ленинградского педиатрического медицинского института.
Опубликовал ряд трудов по различным вопросам фармацевтической промышленности, а также несколько переиздававшихся справочников по фармацевтике и фармакопее, учебных пособий для медицинских сестёр. Был редактором научно-практического и сословного органа, вестника производства, промышленности и торговли химическими, аптекарскими и москательными товарами «Химик и фармацевт», выходившего два раза в месяц в 1908—1914 годах.
Жил на Лиговской улице, д. 8, кв. 1. Умер от истощения во время ленинградской блокады в декабре 1942 года.

## Семья
- Двоюродный брат — Владимир Яковлевич Левентон (18 декабря 1872, Кишинёв — 1939, США), юрист, публицист по экономическим вопросам, берлинский корреспондент журнала «Русская мысль» (1907), с 1910-х годов берлинский корреспондент «Утра России» и «Дня» (псевдоним В. Назимов), автор «Путеводителя по Берлину и его окрестностям для русских путешественников» (9-е издание, исправленное и дополненное — Берлин: Книжный магазин Штура, 1910. — 186 с.).
- Двоюродные сёстры — редактор, сценаристка и переводчица Анна Яковлевна Левентон (Нина Гофшнейдер-Левентон; 1874—1967, мать продюсера Вала Льютона) и актриса немого кино Алла Назимова (1879—1945).
- Дяди — Исаак Абрамович Левентон (1843—?), мировой судья Кишинёва, сотрудник «Журнала гражданского и уголовного права»[8]; Иосиф Абрамович Левентон, учёный-табаковод, помощник садовника в Ливадии (1873) и Императорского Никитского ботанического сада (1876), преподаватель Бессарабского училища садоводства и училища табаководства при Никитском саде[9][10].

## Книги
- Дополнения к Российской фармакопее: Препараты и магистральные формулы, не помещённые в Российской фармакопее. Составители А. Г. Клинге и В. Л. Левентон. СПб: К. Л. Риккер, 1910. — 612 с.
- Сборник законоположений и правительственных постановлений для фармацевтов, владельцев аптек, аптекарских магазинов и предприятий фармацевтической промышленности. СПб: Типография Кюгельген, Глич и К°, 1911. — 200 с[11].
- Сборник законоположений и правительственных постановлений для фармацевтов, частных и общественных аптек, аптекарских магазинов, фабрик и лабораторий фармацевтических препаратов, заведений искусственных минеральных вод и прочих предприятий фармацевтической промышленности. 2-е издание, переработанное и дополненное. СПб: Издательство юридического книжного магазина Н. К. Мартынова, 1913. — 255 с[12].
- Латинская грамота для сестёр милосердия. Пг.: Типография Кюгельген, Глич и К°, 1915. — 28 с.[13]; 2-е издание — Пг.: Издательство К. Л. Риккера, 1915. — 88 с.
- Дополнение к Российской фармакопее (с А. Г. Клинге). Пг.: Издательство К. Л. Риккера, 1916.
- Фармакопея для рецептурной практики. Петроград: К. Л. Риккер, 1918. — 225 с.; 2-е, переработанное и дополненное издание. М.: Издательство Наркомздрава РСФСР, 1928. — 237 с.
- Растворы гипохлоридов для применения в антисептике. М.: Издательство Наркомздрава, 1926. — 16 с.
- Стерилизация лекарств и перевязочных материалов: Для фармацевтов и учащихся. — 2-е издание, переработанное и дополненное. М.—Л.: Государственное издательство, 1929. — 143 с.
- Фармакопея для рецептурной практики. 3-е переработанное и дополненное издание. М.: Государственное медицинское издательство, 1932. — 315 с.

## Переводы
- Лассар-Кон Э. Практика анализа мочи и содержимого желудка. Перевёл с немецкого языка В. Л. Левентон. СПб: Издательство Л. Бусуёка, Типография А. Г. Фарбера, 1901.